# Kabinet-Poul Nyrup Rasmussen II
Het kabinet-Poul Nyrup Rasmussen II was de regering van het Koninkrijk Denemarken van 28 september 1994 tot 30 december 1996.

## Kabinet-Poul Nyrup Rasmussen II (1994–1996)
| Ambtsbekleder                     | Ambtsbekleder         | Ambtsbekleder                     | Functie                                                | Ambtstermijn      | Ambtstermijn     | Partij |
| --------------------------------- | --------------------- | --------------------------------- | ------------------------------------------------------ | ----------------- | ---------------- | ------ |
|                                   | Poul Nyrup Rasmussen  | Poul Nyrup Rasmussen (1943)       | Premier                                                | 25 januari 1993   | 27 november 2001 | SD     |
|                                   |                       | Birte Weiss (1941)                | Minister van Binnenlandse Zaken                        | 25 januari 1993   | 20 oktober 1997  | SD     |
| Minister voor Godsdienst          | 28 september 1994     | Birte Weiss (1941)                |                                                        |                   | 20 oktober 1997  | SD     |
|                                   | Niels Helveg Petersen | Niels Helveg Petersen (1939–2017) | Minister van Buitenlandse Zaken                        | 25 januari 1993   | 20 december 2000 | RV     |
|                                   | Mogens Lykketoft      | Mogens Lykketoft (1946)           | Minister van Financiën                                 | 25 januari 1993   | 20 december 2000 | SD     |
|                                   |                       | Bjørn Westh (1944)                | Minister van Justitie                                  | 28 september 1994 | 30 december 1996 | SD     |
|                                   | Marianne Jelved       | Marianne Jelved (1943)            | Minister van Economische Zaken                         | 25 januari 1993   | 27 november 2001 | RV     |
| Minister voor Noorse Samenwerking | Marianne Jelved       | Marianne Jelved (1943)            | 28 september 1994                                      |                   | 27 november 2001 | RV     |
|                                   |                       | Mimi Jakobsen (1948)              | Minister van Industrie en Handel                       | 25 januari 1993   | 30 december 1996 | CD     |
|                                   | Hans Hækkerup         | Hans Hækkerup (1945–2013)         | Minister van Defensie                                  | 25 januari 1993   | 20 december 2000 | SD     |
|                                   |                       | Yvonne Herløv Andersen (1942)     | Minister van Volksgezondheid                           | 28 september 1994 | 30 december 1996 | CD     |
|                                   |                       | Jytte Andersen (1942)             | Minister van Arbeid                                    | 25 januari 1993   | 24 maart 1998    | SD     |
|                                   |                       | Ole Vig Jensen (1936–2016)        | Minister van Onderwijs                                 | 25 januari 1993   | 24 maart 1998    | RV     |
|                                   | Frank Jensen          | Frank Jensen (1961)               | Minister van Hoger Onderwijs Wetenschap en Technologie | 28 september 1994 | 30 december 1996 | SD     |
|                                   |                       | Jan Trøjborg (1955–2012)          | Minister van Transport                                 | 28 januari 1994   | 30 december 1996 | SD     |
|                                   |                       | Ole Løvig Simonsen (1935)         | Minister van Huisvesting                               | 28 september 1994 | 24 maart 1998    | SD     |
|                                   | Henrik Dam Kristensen | Henrik Dam Kristensen (1957)      | Minister van Landbouw en Visserij                      | 28 september 1994 | 30 december 1996 | SD     |
|                                   | Svend Auken           | Svend Auken (1943–2009)           | Minister van Klimaat en Energie                        | 28 september 1994 | 27 november 2001 | SD     |
| Minister van Milieu               | Svend Auken           | Svend Auken (1943–2009)           | 25 januari 1993                                        |                   | 27 november 2001 | SD     |
|                                   | Jytte Hilden          | Jytte Hilden (1942)               | Minister van Cultuur                                   | 25 januari 1993   | 30 december 1996 | SD     |
|                                   | Ole Stavad            | Ole Stavad (1949)                 | Minister voor Belastingen                              | 25 januari 1993   | 1 november 1994  | SD     |
|                                   | Carsten Koch          | Carsten Koch (1945)               | Minister voor Belastingen                              | 1 november 1994   | 24 maart 1998    | SD     |
|                                   | Poul Nielson          | Poul Nielson (1943)               | Minister voor Ontwikkelings- samenwerking              | 28 september 1994 | 10 juli 1999     | SD     |

Kristensen ·
Hedtoft I ·
Hedtoft II ·
Eriksen ·
Hedtoft III ·
Hansen I ·
Hansen II ·
Kampmann I ·
Kampmann II ·
Krag I ·
Krag II ·
Baunsgaard ·
Krag III ·
Jørgensen I ·
Hartling ·
Jørgensen II ·
Jørgensen III ·
Jørgensen IV ·
Jørgensen V ·
Schlüter I ·
Schlüter II ·
Schlüter III ·
Schlüter IV ·
P.N. Rasmussen I ·
P.N. Rasmussen II ·
P.N. Rasmussen III ·
P.N. Rasmussen IV ·
A.F. Rasmussen I ·
A.F. Rasmussen II ·
A.F. Rasmussen III ·
L.L. Rasmussen I ·
Thorning-Schmidt I ·
Thorning-Schmidt II ·
L.L. Rasmussen II ·
L.L. Rasmussen III ·
Frederiksen I ·
Frederiksen II